# Крис Дженър
Кристин Мери Дженър (на английски: Kristen Mary „Kris“ Jenner) е американска реалити звезда, известна с участието си в реалити шоуто „Keeping Up With The Kardashians“, посветено на семейството ѝ.
Била е омъжена два пъти. Първо, за адвоката Робърт Кардашян, а по-късно – за бившия олимпийски шампион Брус Дженър (сега познат като Кейтлин). Тя има четири деца от Робърт (Ким, Клои, Кортни и Роб) и две от Дженър (Кендал и Кайли).

## Ранен живот
Дженър е родена в Сан Диего, Калифорния. Тя е дъщеря на Мери Джо Шанън и Робърт Хютън. Когато Дженър е на 7 години, родителите ѝ се развеждат и заедно със сестра си Карън са отгледани от майка им. В крайна сметка майка и се омъжва за бизнесмена Хари Шанън, който също помага за тяхното отглеждане, чрез този брак тя се сдобива с брат Стив Шанън. Тя посещава гимназия Clairmoont и завършва през 1973. В този период тя работи като продавачка в магазин за детски дрехи, който принадлежи на майка и. През 1976 г. работи като стюардеса за една година.

## Кариера
Дженър е собственик на продуцентската компания „Дженър Къмюникейшънс“, чиято централа се намира в Лос Анджелис.

### Писател
Автобиографията на Дженър „Крис Дженър... и нещата с Кардашян“ е издадена през 2011 г. Пише и готварска книга „В кухнята с Крис: Колекция от любимите рецепти на Кардашян-Дженър“, която е издадена през 2014 г.

### Телевизия
Дженър е водеща на свое дневно ток шоу – „Крис“. Предаването е излъчвано през лятото на 2013 г. по няколко канала на Фокс. След един сезон във ефир шоуто не е подновено за втори.

## Личен живот

### Бракове, връзки и деца
На 8 юли 1978 г. Дженър се омъжва за адвоката Робърт Кардашян, известен като представител на О Джей Симпсън. Те имат четири деца, но се развеждат през 1991 г. Въпреки това те остават близки приятели до смъртта му от рак на хранопровода през 2003 г. През 2012 г. Крис признава, че е имала афера с бившия футболист Тод Уотърман по време на брака си с Робърт. В автобиографията си тя разказва за него, чрез псевдонима „Раян“, но по-късно самият той признава, че става въпрос за него.
През април 1991 г., само месец след развода си с Кардашян, Крис се омъжва за бившия олимпийски шампион, Кейтлин Дженър (тогава Брус), който сменя пола си през 2015 г. Те имат две деца, но обявяват, че са разделени в края на 2013 г. През септември 2014 г. Крис подава молба за развод. След дело, продължило шест месеца, на 23 март 2015 г. те официално са разведени.
От 2014 г. тя е във връзка със Кори Гембъл.
Към 2023 г. има 13 внуци.

### Църква
През 2012 г., Дженър и пасторът Брад Джонсън основават църква в Агура Хилс, Калифорния.

### Пластични операции
В автобиографията си Дженър споделя, че два пъти се е подлагала на процедури за уголемяване на гърдите. Освен това тя е оперирала носа си и няколко пъти е инжектирала ботокс в лицето си.